# 八木あき

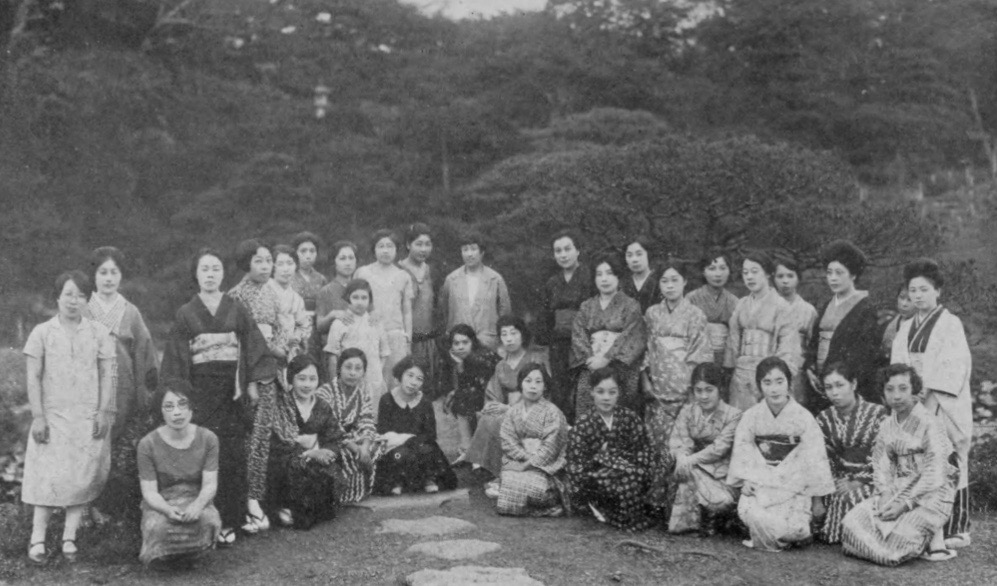
1929年6月28日に開かれた『女人藝術』誕生祭。前列いちばん左が八木。

八木 あき（やぎ あき、1895年9月6日 - 1983年4月30日）は日本の社会運動家。「八木秋子」のペンネームで活動した。
長野県西筑摩郡福島町（現木曽町）生まれ。松本女子職業学校を卒業後、1916年小学校教員資格を取得。1922年上京して小川未明の紹介で東京日日新聞の記者となる。
マルキシズム、のちアナーキズムの影響を受け、『女人藝術』の編集者となる。同誌での藤森成吉への公開質問状はアナ・ボル論争の口火となった。1931年には農村青年社の創設に参加。1935年に弾圧され、治安維持法違反で懲役2年6ヶ月の判決を受けて服役。その後は南満州鉄道に入社。戦後、母子更生協会を設立。著作に『八木秋子著作集』がある。